# Glena cognataria
Glena cognataria är en fjärilsart som beskrevs av Jacob Hübner 1825. Glena cognataria ingår i släktet Glena och familjen mätare. Inga underarter finns listade i Catalogue of Life.